# تينا باريت
تينا باريت (بالإنجليزية: Tina Barrett)‏ هي مغنية وعارضة وممثلة بريطانية، ولدت في 16 سبتمبر 1976 بلندن في المملكة المتحدة.

## وصلات خارجية
- تينا باريت على موقع IMDb (الإنجليزية)
- تينا باريت على موقع ألو سيني (الفرنسية)
- تينا باريت على موقع ميوزك برينز (الإنجليزية)
- تينا باريت على موقع أول موفي (الإنجليزية)
- تينا باريت على موقع أول ميوزيك (الإنجليزية)
- تينا باريت على موقع ديسكوغز (الإنجليزية)
- تينا باريت على موقع قاعدة بيانات الفيلم (الإنجليزية)
- تينا باريت على موقع ليتربوكسد (الإنجليزية)
- تينا باريت على موقع كينوبويسك (الروسية)